# Eric Hübsch
Eric Hübsch (Toulon, 1971) is een Franse striptekenaar.
Eric Hübisch is een zoon van een marineofficier. Hij studeerde aan de kunstacademie in Angoulême en haalde daar zijn diploma in 1992 met als specialisatie strips tekenen. In het begin verrichtte Eric veel tekenwerk voor verenigingen, handelaars (vooral in Pézenas) en gemeente. Ook maakte hij een aantal grote muurschilderingen. Hij schilderde de muren van het zwembad in Pézenas en de muur van klimhal. Daarna begon zijn stripcarrière serieuze vormen aan te nemen toen in hij in contact kwam met strip scenarist Christophe Arleston. Met Arleston maakte hij de serie Excalibur, waarvan in het Nederlands vier delen zijn verschenen door uitgeverij Talent.
Andere strips van Eric Hübisch zijn Ploneïs de onzekere in de serie Legenden van Troy en de reeks Topaze.

## Reeksen
- Excalibur
- Legenden van Troy: Ploneïs de onzekere
- Topaze